# Вугришинец
Вугришинец (хрв. Vargahegy) је насељено место у општини Горњи Михаљевец, Међимурска жупанија, Хрватска.

## Историја
До територијалне реорганизације у Хрватској био је у саставу старе општине Чаковец.

## Становништво
У попису становништва из 2011. године, Вугришинец је имао 164 становника.
| Број становника према пописима | Број становника према пописима | Број становника према пописима | Број становника према пописима | Број становника према пописима | Број становника према пописима | Број становника према пописима | Број становника према пописима | Број становника према пописима | Број становника према пописима | Број становника према пописима | Број становника према пописима | Број становника према пописима | Број становника према пописима | Број становника према пописима | Број становника према пописима |
| ------------------------------ | ------------------------------ | ------------------------------ | ------------------------------ | ------------------------------ | ------------------------------ | ------------------------------ | ------------------------------ | ------------------------------ | ------------------------------ | ------------------------------ | ------------------------------ | ------------------------------ | ------------------------------ | ------------------------------ | ------------------------------ |
| 1857                           | 1869                           | 1880                           | 1890                           | 1900                           | 1910                           | 1921                           | 1931                           | 1948                           | 1953                           | 1961                           | 1971                           | 1981                           | 1991                           | 2001                           | 2011                           |
| 191                            | 175                            | 0                              | 0                              | 267                            | 282                            | 296                            | 332                            | 311                            | 284                            | 279                            | 232                            | 200                            | 197                            | 168                            | 164                            |

Напомена: Године 1880. и 1890. подаци су садржани у насељу Вукановец.

## Галерија
- Међимурска брда, виногради
- пролеће у Међимурским горицама
- део насеља са викендицама
- поље кукуруза у Вугришинцу